# Helen Walton
Helen Robson Walton (1919 te Claremore, Oklahoma, VS - 19 april, 2007, Bentonville, Arkansas) was de weduwe van Sam Walton, de oprichter van de winkelketen Wal-Mart. Zij was een van de rijkste personen in de wereld met een geschat netto vermogen van € 15 miljard euro. 
Sam Walton liet zijn eigenaarschap in Wal-Mart na aan zijn vrouw en hun kinderen Rob Walton, John Walton, Jim Walton en Alice Walton. Rob Walton is de huidige voorzitter van de raad van bestuur bij Wal-Mart, wat zijn broer John ook tot zijn dood is geweest. De anderen zitten niet rechtstreeks in het bedrijf, en zijn slechts met hun stemrecht als aandeelhouders betrokken. De Waltonfamilie staat op vier plekken in de lijst van 15 rijkste mensen in de Verenigde Staten.